# 사직대로
사직대로(Sajik-daero)는 충청북도 청주시 흥덕구 복대동 산업단지육거리와 상당구 북문로2가 상당사거리를 잇는 충청북도 청주시의 도로이다. 청주시 국도대체우회도로인 3순환로가 개설되기 전에는 전 구간 국도 제36호선에 속했다. 청주시 시내 중심부를 동서로 잇는 도로로, 유동인구가 가장 많다.

## 연혁
- 2009년 7월 10일 : 2개 이상 시·도에 걸쳐 있는 도로로 사직로를 고시[1]
- 2010년 2월 25일 : 도로 명칭을 사직대로로 변경[2]
- 2016년 8월 31일 : 청주시 국도대체우회도로 휴암 ~ 오동간 도로(청주시 흥덕구 수의동 ~ 청원구 오동동) 개통에 따라 기존 청주시 흥덕구 수의동 ~ 청원구 내수읍 국동리 15.7km 구간 폐지[3]

## 주요 경유지
충청북도
- 청주시 흥덕구 복대동 - 서원구 (사창동 · 사직동) - 상당구 (영동 · 서문동 · 북문로1가 · 북문로2가)

## 노선
| 이름            | 접속 노선                               | 소재지          | 소재지                       | 비고            |
| 가로수로와 직결 | 가로수로와 직결                         | 가로수로와 직결 | 가로수로와 직결              | 가로수로와 직결 |
| --------------- | --------------------------------------- | --------------- | ---------------------------- | --------------- |
| 산업단지육거리  | 내수동로 공단로 산단로 신율로           | 청주시          | 흥덕구                       |                 |
| 충대사거리      | 월명로 충대로                           | 청주시          | 흥덕구                       |                 |
| 사창사거리      | 1순환로                                 | 청주시          | 서원구                       |                 |
| 시계탑오거리    | 내수동로 예체로                         | 청주시          | 서원구                       |                 |
| 운동장삼거리    |                                         | 청주시          | 서원구                       |                 |
| 국보로사거리    | 호국로                                  | 청주시          | 서원구                       |                 |
| 사직사거리      | 사운로                                  | 청주시          | 서원구                       |                 |
| 청주대교 서단   | 무실서로                                | 청주시          | 서원구                       |                 |
| 청주대교        |                                         | 청주시          | 서원구                       |                 |
| 상당구          |                                         | 청주시          |                              |                 |
| 청주대교사거리  | 국가지원지방도 제96호선 (무실동로)      | 청주시          | 국가지원지방도 제96호선 구간 |                 |
| 상당사거리      | 국가지원지방도 제96호선 (상당로) 교동로 | 청주시          | 국가지원지방도 제96호선 구간 |                 |

## 주요 건물 및 시설
- 충북동물병원 (충청북도 청주시 흥덕구 사직대로 18)
- 청주마이크로병원 (충청북도 청주시 흥덕구 사직대로 26)
- 포빌오피스텔 (충청북도 청주시 흥덕구 사직대로 38)
- 청주노동인권센터 (충청북도 청주시 흥덕구 사직대로 42-1)
- LG파워콤빌딩 (충청북도 청주시 흥덕구 사직대로 43)
- 청주고등학교 (충청북도 청주시 흥덕구 사직대로 79)
- 엠에스여성클리닉 (충청북도 청주시 서원구 사직대로 101)
- 청주사창동우체국 (충청북도 청주시 서원구 사직대로 143)
- SK텔레콤 충북지사 (충청북도 청주시 서원구 사직대로 146)
- 두진하트리움에덴오피스텔 (충청북도 청주시 서원구 사직대로 160)
- 한국주택금융공사 충북지사 (충청북도 청주시 서원구 사직대로 172)
- 청주중앙순복음교회 (충청북도 청주시 서원구 사직대로 185)
- 서원구청, 서원보건소 (충청북도 청주시 서원구 사직대로 227)
- 청주종합경기장, 청주야구장, 청주체육관, 사직119안전센터 (충청북도 청주시 서원구 사직대로 229)
- 대한산업인력개발원 (충청북도 청주시 서원구 사직대로 270)
- 교보생명빌딩 (충청북도 청주시 서원구 사직대로 284)
- 국민건강보험공단 청주동부지사 (충청북도 청주시 서원구 사직대로 308-12)
- 홈플러스 청주성안점 (충청북도 청주시 상당구 사직대로 346)